# Microrégion de Mossoró

Localisation de la microrégion de Mossoró

La microrégion de Mossoró est l'une des sept microrégions qui subdivisent la mésorégion de l'ouest de l'État du Rio Grande do Norte au Brésil.
Elle comporte 6 municipalités qui regroupaient 296 189 habitants en 2006 pour une superficie totale de 4 199 km2.

## Municipalités[1]
- Areia Branca
- Baraúna
- Grossos
- Mossoró
- Serra do Mel
- Tibau